# Blood of the Black Owl
Blood of the Black Owl ist eine, 2005 aus dem Projekt Svart Ugle hervorgegangene, Nordic-Ritual-Folk- und Funeral-Doom-Band.

## Geschichte
Der Multiinstrumentalist, Sänger sowie unter dem Pseudonym Ruhr Hunter als Dark-Ambient-Künstler aktive Chet W. Scott begann 2004 mit dem Projekt Svart Ugle damit, mit Funeral Doom zu experimentieren. Nachdem er mit Svart Ugle eine EP aufgenommen und über Bindrune Recordings veröffentlicht hatte, änderte Scott den Namen seines Projektes zu Blood of the Black Owl. Mit diesem Projekt behielt der die Kooperation mit Bindrune Recordings vorerst bei. Über das Label veröffentlichte Scott die Alben Blood of the Black Owl 2007, A Banishing Ritual 2010 und Light the Fires! 2012 sowie eine Split-EP mit Celestiial 2008. Die Veröffentlichungen wurden breit rezensiert und in deutschen, britischen, niederländischen und amerikanischen Rezensionen variabel angenommen. Insbesondere die Alben A Banishing Ritual und Light the Fires! erfuhren breite Rezeption. Dabei variierten die Beurteilungen von der Aussage, die Musik „plätscher[e] trotz guter Ansätze einfach nur so dahin“ bis zu der Wertung als „ein Stück großartiger Musik – sofern man als Hörer bereit ist, sich der Musik zu öffnen.“ Nachkommende Veröffentlichungen verlegte Scott selbst über das für seine Projekte initiierte Label Glass Throat Recordings/Visions. Mit dem Wechsel zum Selbstverlag nahm die Rezeption seiner Veröffentlichungen merklich ab, blieb jedoch anhaltend positiv.

## Stil
Die Musik wird als ein Crossover aus Funeral Doom und Ritual Industrial und folkloristischer Musik die im Bezug zu nordischer Mythologie und heidnischer Kultur steht. Der rituelle Aspekt sowie der merkliche Naturbezug kommen in der Verwendung folkloristischer Instrumente wie Maultrommeln, Perkussionsinstrumenten und Gesängen ebenso zur Geltung, wie in der Verwendung diverser Samples mit direktem Naturbezug. Dabei wirke die Musik „trostlos, langsam und schwer“. Der Gesang wird als Choral, Flüstern und leises Growling dargebracht. Das Gitarrenspiel wird häufig akustisch akzentuierend präsentiert, jedoch auch mit starker Verzerrung dargebracht.

## Diskografie
- 2007: Blood of the Black Owl (Album, Bindrune Recordings)
- 2008: Celestiial/Blood of the Black Owl (Split, Bindrune Recordings)
- 2010: A Banishing Ritual (Album, Bindrune Recordings)
- 2011: At the Head of the Woods/Blood of the Black Owl (Split, Handmade Birds Records)
- 2012: Light the Fires! (Album, Bindrune Recordings)
- 2014: Spirit Canoe: Hailing Father Sky (EP, Glass Throat Recordings/Visions)
- 2015: WARmth (Album, Glass Throat Recordings/Visions)
- 2019: Rivers Within Shadows (Album, Glass Throat Recordings/Visions)